# Шумихин, Виктор Георгиевич
Ви́ктор Гео́ргиевич Шуми́хин (27 июля 1936, Сардык, Кировский край — 7 июля 1984, Киров) — библиограф, вятский краевед. Заслуженный работник культуры РСФСР (1977).

## Биография
Виктор Георгиевич Шумихин родился 27 июля 1936 года в селе Сардык (ныне — Кировской области).
Окончил библиотечный факультет ЛГИК им. Крупской. С 1961 года и до кончины работал в библиографическом отделе Кировской областной библиотеки им. А. И. Герцена в должности главного библиографа. Преподавал в Кировском УКП Ленинградского института культуры, где в 1972—1979 годах занимал должность председателя государственной квалификационной комиссии библиотечного отделения. Сделал немало исторических и книговедческих открытий и находок, опубликовал ряд статей по библиографии, книговедению, краеведению. Вместе с Е. Д. Петряевым был инициатором проведение Герценских и Салтыковских чтений. Постоянный участник клуба «Вятские книголюбы».
В 1987 году библиографический указатель «М. Е. Салтыков-Щедрин и Вятка», составленный Шумихиным, был отмечен премией на Всероссийском конкурсе научных работ по Библиотековедению, библиографии и книговедению.
Писатель Альберт Лиханов говорил про Шумихина, что «его жизнь была самодарением», а сам он «являл собою рыцаря библиографии».
Умер 7 июля 1984 года в Кирове.

## Память
Имя Шумихина присвоено Порезской сельской библиотеке Унинского района, где он начал свою профессиональную деятельность. В 1997 году Кировской областной библиотекой к её 160-летию был выпущен сборник «Воспоминания о Викторе Григорьевиче Шумихине».

## Публикации
- Петряев Е. Вятские книголюбы. — Киров, 1986.
- Лиханов А. Пароль и отзыв // Вятка : краеведческий сборник. — Киров, 1985. — Вып. 7.
- Виктор Георгиевич Шумихин: Библиографический указатель. — Киров, 1993.
- Энциклопедия земли Вятской / отв. В. Ситников. — ГИПП «Вятка», 1996. — Т. 6: Знатные люди. — 544 с. — 15 000 экз. — ISBN 5-86645-014-3.